# Ablautus
Ablautus is een vliegengeslacht uit de familie van de roofvliegen (Asilidae).

## Soorten
- A. arnaudi Wilcox, 1966
- A. basini Wilcox, 1966
- A. californicus Wilcox, 1935
- A. coachellus Wilcox, 1966
- A. colei Wilcox, 1966
- A. coquilletti Wilcox, 1935
- A. flavipes Coquillett, 1904
- A. linsleyi Wilcox, 1966
- A. mimus Osten Sacken, 1877
- A. nigronotum Wilcox, 1935
- A. rubens Coquillett, 1904
- A. rufotibialis Back, 1909
- A. schlingeri Wilcox, 1966
- A. trifarius Loew, 1866
- A. vanduzeei Wilcox, 1935